# Dwars door West-Vlaanderen - Johan Musseuw Classics
Dwars door West-Vlaanderen - Johan Musseuw Classics (dt. Quer durch Westflandern - Johan Musseuw Classics) ist ein belgisches Straßenradrennen.
Das Rennen wurde von 2016 als Etappenrennen unter dem Namen Driedaagse van West-Vlaanderen - Johann Musseuw Classics (dt. Drei Tage von Westflandern - Johann Musseuw Classics) ausgetragen. Von 2005 an war es Teil der UCI Europe Tour in UCI-Kategorie 2.1 ausgetragen. Zur Saison 2017 wurde es als Eintagesrennen in den Kalender der Europe Tour in Kategorie 1.1 aufgenommen.
Namensgeber des Wettbewerbs ist der ehemalige belgische Radrennfahrer Johan Museeuw. Er findet jährlich Anfang März in der belgischen Provinz Westflandern statt und geht über drei Tage.
Das Rennen wird erst seit 2003 ausgetragen, gilt aber als Nachfolger der Guldensporentweedaagse (1999–2002) und des Omloop der Vlaamse Ardennen-Ichtegem (1945–1998).

## Palmarès
| Jahr                                 | Sieger                   | Zweiter                       | Dritter                        |
| ------------------------------------ | ------------------------ | ----------------------------- | ------------------------------ |
| Omloop der Vlaamse Ardennen-Ichtegem |                          |                               |                                |
| 1945                                 | Marcel Kint              | Prosper Depredomme            | Maurice Desimpelaere           |
| 1946                                 | Joseph Somers            | Albert Decin                  | Achiel Buysse                  |
| 1947                                 | Michel Remue             | Albert Anutchin               | André Maelbrancke              |
| 1948                                 | Raymond Impanis          | Stan Ockers                   | François De Donder             |
| 1949                                 | Norbert Callens          | René Janssens                 | André Maelbrancke              |
| 1950                                 | Arsène Rijckaert         | Marcel Dierkens               | Gilbert Caupain                |
| 1951                                 | Valère Ollivier          | Joseph Van Staeyen            | Lucien Mathys                  |
| 1952                                 | Henri Van Kerckhove      | Karel De Baere                | Gerard Buyl                    |
| 1953                                 | Marcel Dierkens          | Roger Decock                  | André Maelbrancke              |
| 1954                                 | Maurice Blomme           | Arthur Mommerency             | Hilaire Couvreur               |
| 1955                                 | René Mertens             | Camilius Demunster            | Lucien Mathys                  |
| 1956                                 | Frans Van Looveren       | Arthur Mommerency             | Willy Truye                    |
| 1957                                 | Noël Foré                | André Messelis                | Lucien Mathys                  |
| 1958                                 | Cyriel Van Bossel        | Gabriel Borra                 | Willy Truye                    |
| 1959                                 | Daniel Denys             | Arthur De Cabooter            | Richard Durlacher              |
| 1960                                 | Florent Van Pollaert     | Bas Maliepaard                | Kamiel Lamote                  |
| 1961                                 | Gabriel Borra            | Kamiel Buysse                 | Lucien Demunster               |
| 1962                                 | Gustaf Van Vaerenbergh   | Piet Rentmeester              | Georges Decraeye               |
| 1963                                 | Gustaaf De Smet          | Armand Desmet                 | René Van Meenen                |
| 1964                                 | Julien Gaelens           | Gilbert Maes                  | René Van Meenen                |
| 1965                                 | Bernard Van De Kerckhove | André Messelis                | Benoni Beheyt                  |
| 1966                                 | Noël Van Clooster        | Guido Reybrouck               | Norbert Kerckhove              |
| 1967                                 | Gustaaf De Smet          | Theo Mertens                  | André Planckaert               |
| 1968                                 | Willy Van Neste          | Roger Rosiers                 | Romain De Loof                 |
| 1969                                 | Erik De Vlaeminck        | Wim Dubois                    | Joseph Mathy                   |
| 1970 wegen Schneefalls abgesagt      |                          |                               |                                |
| 1971                                 | Eric Leman               | André Dierickx                | Roger Rosiers                  |
| 1972                                 | Tino Tabak               | Aimé Delaere                  | Noël Van Tyghem                |
| 1973                                 | Frans Verbeeck           | Freddy Maertens               | Jean-Pierre Berckmans          |
| 1974                                 | Patrick Sercu            | Walter Planckaert             | Raymond Steegmans              |
| 1975                                 | Patrick Sercu            | Frans Verbeeck                | Rik Van Linden                 |
| 1976                                 | Christian De Buysschere  | Marcel Van der Slagmolen      | Carlos Cuyle                   |
| 1977                                 | Herman Beysens           | Walter Naegels                | Erik De Vlaeminck              |
| 1978                                 | Léo Van Thielen          | Rudy Pevenage                 | Alfons van Katwijk             |
| 1979                                 | Piet van Katwijk         | Eddy Vanhaerens               | Hans-Peter Jakst               |
| 1980                                 | Johan Wellens            | Daniel Gisiger                | Ronny Van De Vijver            |
| 1981                                 | Ferdi Van Den Haute      | Jan Bogaert                   | Bert Oosterbosch               |
| 1982                                 | Dirk Heirweg             | Alain De Roo                  | Marc Madiot                    |
| 1983                                 | Ludo Peeters             | Johan van der Velde           | Jos Schipper                   |
| 1984                                 | William Tackaert         | Alain De Roo                  | Dirk Durant                    |
| 1985                                 | Hans Daams               | Erik Stevens                  | Herman Frison                  |
| 1986                                 | Jozef Lieckens           | Frank Verleyen                | Carlo Bomans                   |
| 1987                                 | Franky Van Oyen          | Hendrik Redant                | Patrick Onnockx                |
| 1988                                 | Michel Cornelisse        | Rob Kleinsman                 | Frank Pirard                   |
| 1989                                 | Luc Colijn               | Dean Woods                    | Ronny Vlassaks                 |
| 1990                                 | Dirk Demol               | Peter Pieters                 | Patrick Deneut                 |
| 1991                                 | Hendrik Redant           | Edwig Van Hooydonck           | Frank Van Den Abeele           |
| 1992                                 | Nico Verhoeven           | Edwig Van Hooydonck           | Jans Koerts                    |
| 1993                                 | Niko Eeckhout            | Michel Cornelisse             | Hans De Meester                |
| 1994                                 | Bo Hamburger             | Léon van Bon                  | Philip De Baets                |
| 1995                                 | Johan Museeuw            | Frank Høj                     | Robbie Vandaele                |
| 1996                                 | Wilfried Peeters         | Johan Museeuw                 | Hendrik Redant                 |
| 1997                                 | Léon van Bon             | Erik Dekker                   | Tom Desmet                     |
| 1998                                 | Jesper Skibby            | Lars Michaelsen               | Hans De Meester                |
| Guldensporentweedaagse               |                          |                               |                                |
| 1999                                 | Wilfried Peeters         | Michael Steen Nielsen         | Steven de Jongh                |
| 2000                                 | Servais Knaven           | Lars Michaelsen               | Jacob Moe Rasmussen            |
| 2001                                 | Erik Dekker              | Michael Boogerd               | Steven de Jongh                |
| 2002                                 | Erik Dekker              | Steven Van Malderghem         | Olaf Pollack                   |
| Driedaagse van West-Vlaanderen       |                          |                               |                                |
| 2003                                 | Jaan Kirsipuu            | Jimmy Casper                  | Lauri Aus                      |
| 2004                                 | Robert Bartko            | Jaan Kirsipuu                 | Kurt Asle Arvesen              |
| 2005 wegen Schneefalls abgesagt      |                          |                               |                                |
| 2006                                 | Niko Eeckhout            | Robbie McEwen                 | Matti Breschel                 |
| 2007                                 | Jimmy Casper             | Wouter Weylandt               | Stefan van Dijk                |
| 2008                                 | Bobbie Traksel           | Niko Eeckhout                 | Sergei Walerjewitsch Iwanow    |
| 2009                                 | Johnny Hoogerland        | Kevyn Ista                    | Jens Mouris                    |
| 2010                                 | Jens Keukeleire          | Kris Boeckmans                | Bobbie Traksel                 |
| 2011                                 | Jesse Sergent            | Sébastien Rosseler            | Michał Kwiatkowski             |
| 2012                                 | Julien Vermote           | Jesse Sergent                 | Michail Borissowitsch Ignatjew |
| 2013                                 | Kristof Vandewalle       | Tobias Ludvigsson             | Niki Terpstra                  |
| 2014                                 | Gert Jõeäär              | Guillaume Van Keirsbulck      | Johan Le Bon                   |
| 2015                                 | Yves Lampaert            | Anton Gennadjewitsch Worobjow | Jesse Sergent                  |
| 2016                                 | Sean De Bie              | Łukasz Wiśniowski             | Nils Politt                    |

| Jahr                                                | Sieger        | Zweiter          | Dritter           |
| --------------------------------------------------- | ------------- | ---------------- | ----------------- |
| Dwars door West-Vlaanderen - Johan Musseuw Classics |               |                  |                   |
| 2017                                                | Jos van Emden | Silvan Dillier   | Lasse Norman Leth |
| 2018                                                | Rémi Cavagna  | Florian Sénéchal | Frederik Frison   |